# Skoven
Skoven är en halvö på ön Fyn i Danmark.   Den ligger i Kerteminde kommun i Region Syddanmark, i den centrala delen av landet, 130 km väster om Köpenhamn.